# Хонатан Перейра
Хонатан Перейра Родрігес (ісп. Jonathan Pereira Rodríguez; нар. 12 травня 1987, Віго) — іспанський футболіст, нападник клубу «Хімнастік».

## Клубна кар'єра
Хонатан завершував свою футбольну освіту в складі футбольного клубу «Вільярреал». 21 жовтня 2006 року Перейра зіграв свій перший матч у Прімері, проти «Леванте». На поле він вийшов за 25 хвилин до завершення гри, а вже через 2 хвилини забив свій перший гол. Загалом у тому сезоні він зіграв у чотирьох матчах.
У сезоні 2007-08 року Хонатана віддали в оренду до клубу «Расінг Ферроль». Свій сезон в цьому клубі він закінчив 11 голами, проте галісійська команда теж вилетіла з Ліги.
Наприкінці 2008 року він повернувся до «Вільярреала», де його контракт було продовжено до 2013 року. Але в команді його одразу ж віддали в оренду на сезон до «Расінг Сантандер». 13 вересня на «Камп Ноу» він забив гол у ворота «Барселони». Переважно він сидів на лаві запасних, однак його результати досить солідні — 7 голів за 37 ігор.
Далі Перейра повернувся до «Вільярреала». Попри 7 забитих м'ячів під час товариських ігор перед початком сезону, в перші місяці сезону 2009/10 року його досить рідко випускали на поле. У середині січня 2010 року футболіст покинув клуб і підписав контракт на 5 років із футбольним клубом «Реал Бетіс». Свій дебютний гол Хонатан забив 30 січня в матчі проти «Кордови».
2013 року Хонатан повернувся до «Вільярреала». Сезон 2014/2015 він провів в оренді, спочатку в «Райо Вальєкано», потім у «Вальядоліді». Влітку 2015 року Перейра покинув Вільярреал і в статусі вільного агента підписав контракт на рік з клубом «Луго».